# Grondvlak (bosbouw)
In de bosbouw wordt met het grondvlak een maatgetal bedoeld dat de totale oppervlakte van de doorsneden van alle boomstammen op borsthoogte (1,5 m) uitdrukt in vierkante meter per hectare (m²/ha).
Bosbeheerders gebruiken het grondvlak onder andere om een ruwe schatting te kunnen van het houtvolume van de opstand en om te bepalen hoe sterk er gedund moet worden.